# Orchestral Manoeuvres in the Dark (album)
Orchestral Manoeuvres in the Dark è il primo ed eponimo album in studio del gruppo di musica elettronica britannico Orchestral Manoeuvres in the Dark, pubblicato nel 1980 per la DiniDisc.

## Il disco
Il gruppo all'epoca consisteva nei due membri fondatori Paul Humphreys e Andy McCluskey i quali registrarono l'album nei loro studio privato chiamato "The Gramophone Suite" a Liverpool. Orchestral Manoeuvres in the Dark ebbe un discreto successo nelle classifiche inglesi raggiungendo il 27º posto.
La musica e tutti i testi sono stati scritti da McCluskey e Humphreys, ad eccezione di Julia's Song che prende il nome dall'autrice del testo, Julia Kneale. Alla registrazione di questo brano contribuirono anche Malcolm Holmes alle percussioni e Dave Fairbairn alla chitarra elettrica. Martin Cooper suona il sassofono nel brano Mystereality. Holmes e Cooper diventeranno membri fissi del gruppo negli anni successivi.
L'album contiene i primi due singoli Electricity e Red Frame/White Light e una prima versione del brano Messages, che in versione ri-registrata sarebbe diventato il primo singolo di successo del gruppo.

## Copertina
L'album è noto anche per la sua copertina, disegnata da Peter Saville, con la particolarità dei fori regolari ad effetto griglia ritagliati nell'involucro esterno. Già collaboratore per le copertine dei primi singoli, Saville ne firmerà diverse per gli OMD, nonché altre di molto celebri. Tuttavia la copertina fu una tiratura limitata e successivamente sostituita, ma sempre con un disegno della caratteristica griglia.

## Ri-edizioni CD
L'album è stato pubblicato più volte come compact disc. Il primo nel 1998 con i brani originali, e poi in versione rimasterizzata nel 2003 con brani bonus, fra cui registrazioni di Electricity ed Almost eseguite per la Factory Records, prodotte da Martin Hannett. È incluso anche la versione singolo di Messages e i 'lato B' dei singoli del 1980. Una versione CD con gli stessi brani è stata prodotta dalla Microwerks nel 2010 riproducendo la copertina 'forata' in miniatura.

## Tracce

### Album originale (LP e cassetta)
Side 1
1. Bunker Soldiers – 2:50
2. Almost – 3:40
3. Mystereality – 2:42
4. Electricity – 3:32
5. The Messerschmitt Twins – 5:38

Side 2
1. Messages – 4:06
2. Julia's Song – 4:39
3. Red Frame/White Light – 3:10
4. Dancing (Instrumental) – 2:58
5. Pretending To See The Future – 3:45

### Versione CD rimasterizzata 2003
brani come sopra più:
Messages (Single Version) - 4:46
I Betray My Friends - 3:52
Taking Sides Again - 4:22
Waiting For The Man - 3:00
Electricity (Hannett / Cargo Studios Version) - 3:36
Almost (Hannett / Cargo Studios Version) - 3:50